# Crimson Glory
A Crimson Glory amerikai progresszív/heavy/power metal együttes volt. 1979-ben alakultak a floridai Sarasotában. Fennállásuk alatt négy nagylemezt jelentettek meg. Három korszakuk volt: először 1979-től 1992-ig működtek, majd 1999-től 2000-ig, végül 2005-től 2013-ig, azóta szünetet tartanak. Korábban "Pierce Arrow" és "Beowulf" neveken tevékenykedtek. A "Crimson Glory"  (jelentése: "Bíbor dicsőség") nevet egy rózsa hibridről kapták.
A progresszív metal műfaj jelentős képviselői közé tartoznak, a Queensryche, Dream Theater, Watchtower és Fates Warning zenekarokkal együtt. Lemezeiket a Roadrunner Records, MCA Records, Atlantic Records és Spitfire Records kiadók jelentetik meg.

## Tagjai
- Jon Drenning - gitár (1983-1992, 1999-2000, 2005-2013)
- Jeff Lords - basszusgitár (1983-1992, 1999-2000, 2005-2013)
- Ben Jackson - ritmusgitár (1983-1999, 1999-2013)
- Dana Burnell - dobok (1983-1999, 2005-2013)

## Diszkográfia
Stúdióalbumok
- Crimson Glory (1986)
- Transcendence (1988)
- Strange and Beautiful (1991)
- Astronomica (1999)

## Egyéb kiadványok
- War of the Worlds (EP, 2000)
- In Dark Places... 1986-2000 (válogatáslemez, 2010)